# Kannur Cantonment
Kannur Cantonment là một thị xã quân sự (cantonment) của quận Kannur thuộc bang Kerala, Ấn Độ.

## Nhân khẩu
Theo điều tra dân số năm 2001 của Ấn Độ, Kannur Cantonment có dân số 4699 người. Phái nam chiếm 65% tổng số dân và phái nữ chiếm 35%. Kannur Cantonment có tỷ lệ 89% biết đọc biết viết, cao hơn tỷ lệ trung bình toàn quốc là 59,5%: tỷ lệ cho phái nam là 92%, và tỷ lệ cho phái nữ là 84%. Tại Kannur Cantonment, 8% dân số nhỏ hơn 6 tuổi.